# Alain Weber (monteur)
Pour les articles homonymes, voir Alain Weber et Weber.
Alain Weber est un monteur et auteur français né le 3 juillet 1930 dans le 9e arrondissement de Paris et mort à Brasles le 14 juillet 2013. 

## Biographie
Entré dans la vie active à dix-sept ans comme typographe, Alain Weber a été photographe de presse et a travaillé à L'Écran français et aux Lettres françaises au début des années 1950, puis comme archiviste à la Cinémathèque française. Il a été le proche collaborateur de Georges Sadoul et de Lotte Eisner.
Il s'est ensuite consacré au montage, surtout à la télévision.
Alain Weber a publié plusieurs ouvrages issus de ses travaux de recherche et a collaboré à la revue 1895 de 1994 à 1998.

## Filmographie
- 1960 : Les Mains d'Orlac de Edmond T. Gréville (assistant)
- 1963 : Les Roses de la vie de Paul Vecchiali

## Publications
- Idéologies du montage ou l’art de la manipulation, CinémAction, no 23, 1983
- Ces films que nous ne verrons jamais, L'Harmattan, 1995
- Cinéma(s) français 1900-1939. Pour un monde différent, préface de Michel Marie, Paris, Séguier, 2002
- La Bataille du film. 1933-1945, le cinéma français entre allégeance et résistance, Paris, Ramsay, 2007